# Ducat de Suárez

Grans armes del I duc de Suárez.

El Ducat de Suárez és un títol nobiliari espanyol amb Grandesa d'Espanya creat el 25 de febrer de 1981 pel rei Joan Carles I i atorgat a Adolfo Suárez González, president del Govern d'Espanya entre 1976 i 1981, en reconeixement de la seva labor durant la transició a la democràcia.
El seu actual titular és Alejandra Romero Suárez, neta del primer duc de Suárez.

## Titulars
| Creació per Juan Carlos I | Creació per Juan Carlos I | Creació per Juan Carlos I |
| Titular                   | Titular                   | Període                   |
| ------------------------- | ------------------------- | ------------------------- |
| I                         | Adolfo Suárez González    | 1981 - 2014               |
| II                        | Alejandra Romero Suárez   | 2014 -                    |